# Treinta y Tres (stad)
Treinta y Tres is een stad in Uruguay. Het is tevens de hoofdstad van het gelijknamige departement Treinta y Tres. Er wonen 25.711 mensen (census 2004) in de stad. Treinta y Tres ligt op het punt waar de rivieren Olimar en Yerbal bij elkaar komen.
De stad heeft zijn naam te danken aan de 33 Uruguayanen die Uruguay redden uit Braziliaanse overheersing (Spaans: Desembarco de los Treinta y Tres orientales). Op 19 april 1825 vond deze bevrijding plaats.

## Geboren
- Darío Silva (1972), voetballer
- Emiliano Alfaro (1988), voetballer